# Nehmerqualitäten
Bei den Nehmerqualitäten (auch Nehmerfähigkeiten, beide seltener im Singular) handelt es sich um einen Begriff, der in Kampfsportarten – vor allem im Boxen – zum ständigen Vokabular der Fachwelt gehört. Er bezeichnet die Fähigkeit eines Sportlers, Treffer des Gegners ohne wesentliche Einbuße seiner eigenen Kampfkraft zu ertragen.
Der Begriff wird gelegentlich auch in Ballsportarten eingebracht, z. B. wenn Sportjournalisten oder Trainer eine entsprechend kämpferische Leistung würdigen wollen.
Im Boxsport verfestigte sich als ebenbürtiger Begriff der einfache Ausdruck Kinn. Ein gutes Kinn steht demnach für hohe Nehmerfähigkeiten und wird gelegentlich auch als Granitkinn bezeichnet. Ein schlechtes Kinn erhält hingegen das wenig schmeichelhafte Prädikat Glaskinn.
Die populärwissenschaftliche Literatur greift den Begriff der Nehmerqualitäten immer öfter auf, lassen sich damit doch vor allem physikalische Zusammenhänge laiengerecht auf den Punkt bringen.